# Truncatelloidea
Truncatelloidea Gray, 1840 è una superfamiglia di molluschi gasteropodi della sottoclasse Caenogastropoda.

## Descrizione
La superfamiglia Truncatelloidea raggruppa numerosi gasteropodi dioici, minuscoli e di piccola taglia, prevalentemente d'acqua dolce. Per la loro miniaturizzazione, nonché per gli inevitabili adattamenti agli habitat di acqua dolce (organi riproduttivi e osmoregolatori) la loro morfologia risulta semplificata ed uniforme, ricca di parallelismi che spesso rendono difficile l'identificazione dei taxa, anche alla famiglia livello. Pertanto, l'applicazione di tecniche molecolari è necessaria per desumere le relazioni all'interno del gruppo e per studiare la filogenesi e la filogeografia dei suoi membri.
Le specie si trovano in tutti gli ecosistemi marini, d'acqua dolce e terrestri del mondo. Molte specie sono di dimensioni inferiori al centimetro. Le specie marine e d'acqua dolce sono caratterizzate dalla presenza di una branchia e dell'opercolo. Nella regione Neotropicale le specie si trovano in una varietà di ambienti acquatici inclusi fiumi, ruscelli, canali, sorgenti, saline e grotte. In questa regione la superfamiglia è rappresentata da oltre 150 generi appartenenti alle famiglie Cochliopidae, Tateidae e Pomatiopsidae. Di queste famiglie il gruppo più numeroso è costituito dai Cochliopidae con oltre 50 generi. La forma della conchiglia di questo gruppo è conica-allungata con dimensione variabile da molto corta a estremamente allungata. I Pomatiopsidae in generale hanno un guscio turrito con un'apertura distintiva.

## Tassonomia

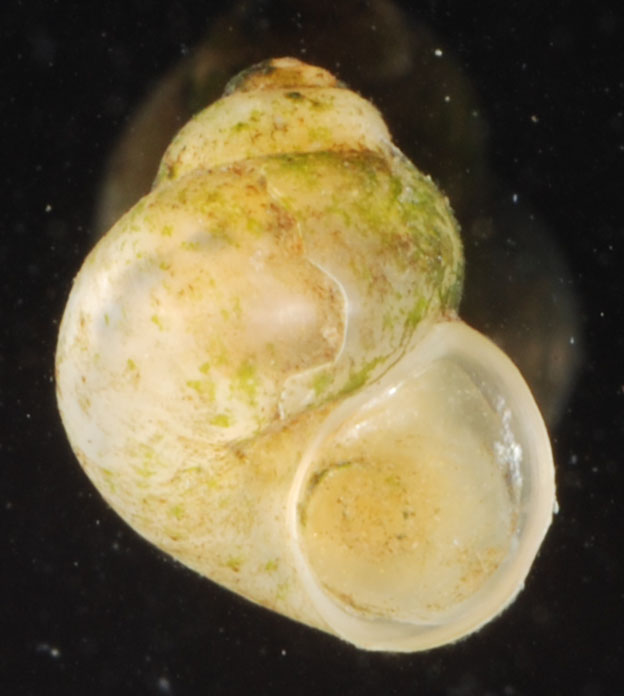
Amnicola limosus (Amnicolidae)

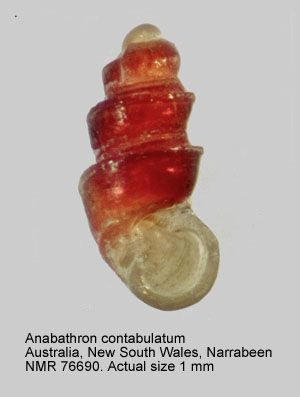
Anabathron contabulatum (Anabathridae)

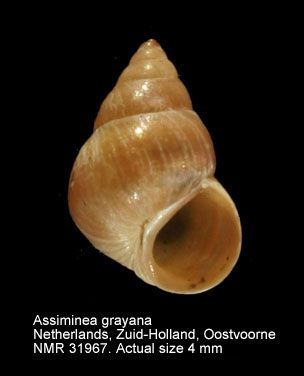
Assiminea grayana (Assimineidae)

La superfamiglia risulta composta da 27 famiglie:
- Amnicolidae Tryon, 1863
- Anabathridae Keen, 1971
- Assimineidae H. Adams & A. Adams, 1856
- Bithyniidae Gray, 1857
- Bythinellidae Locard, 1893
- Caecidae Gray, 1850
- Calopiidae Ponder, 1999
- Clenchiellidae D.W. Taylor, 1966
- Cochliopidae Tryon, 1866
- Elachisinidae Ponder, 1985
- Emmericiidae Brusina, 1870
- Epigridae Ponder, 1985
- Falsicingulidae Slavoshevskaya, 1975
- Helicostoidae Pruvot-Fol, 1937
- Hydrobiidae Stimpson, 1865
- Hydrococcidae Thiele, 1928
- Iravadiidae Thiele, 1928
- Lithoglyphidae Tryon, 1866
- Moitessieriidae Bourguignat, 1863
- Pomatiopsidae Stimpson, 1865
- Spirostyliferinidae Layton, Middelfart, Tatarnic & N. G. Wilson, 2019
- Stenothyridae Tryon, 1866
- Tateidae Thiele, 1925
- Tomichiidae Wenz, 1938
- Tornidae Sacco, 1896 (1884)
- Truncatellidae Gray, 1840
- Vitrinellidae Bush, 1897